# 魯華
魯華（1948年—），京劇鼓師，獲評中國國家1級演員的正高級職稱，著有《京劇打擊樂淺談》等書。
1966年，文化大革命中，他被分配在山東省京劇團現代京劇《奇襲白虎團》劇組樂隊，參加京劇音樂演奏和創作工作，擔任甲組鼓師、打擊樂設計，琴師是賈賢英。
現代京劇《奇襲白虎團》被列進第1批8個樣板戲，拍成彩色京劇電影（1972年上映），他擔任電影版鼓師，賈賢英做琴師。